# Don Davis (kompozytor)
Donald Romain Davis (ur. 4 lutego 1957 w Anaheim, Kalifornia) – amerykański kompozytor muzyki filmowej, dyrygent i aranżer. Twórca muzyki m.in. do trylogii Matrix.

## Kariera
W młodości interesował się głównie jazzem i rockiem. Po ukończeniu szkoły średniej zapisał się na UCLA. Uczył się komponowania pod kierunkiem Hernriego Lazarofa, a aranżacji u Alberta Harrisa. Pierwszą pracą było skomponowanie muzyki do serialu Marka Snowa Hart to Hart. Pracował również jako aranżer pomagający Michaelowi Kamenowi przy Szklanej pułapce 2.
Komponował muzykę do seriali telewizyjnych do czasu gdy Lary i Andy Wachowski poprosili go o skomponowanie muzyki do filmu Brudne pieniądze. To doprowadziło go do napisania muzyki do trylogii Matrix.

## Opera
Skomponował operę Río de Sangre, której premiera odbyła się w październiku 2010 roku.